# 鄧棨
鄧 棨（とう けい、洪武29年（1396年）- 正統14年8月15日（1449年9月1日））は、明代の官僚。字は孟拡。本貫は建昌府南城県。

## 生涯
鄧伯修と鄭氏のあいだの子として生まれた。永楽22年（1424年）、進士に及第した。監察御史に任じられ、蘇州・松江の諸府を巡按した。宣徳7年（1432年）、任期を満了して離任すべきところ、父老が宮殿に赴いて留任を請願したため、引き続き巡按御史をつとめた。ほどなく服喪のため官を去った。宣徳10年（1435年）、楊士奇の推薦により陝西按察使に任命された。正統10年（1445年）、入朝して右副都御史となった。正統14年（1449年）、オイラトのエセン・ハーンが明の北辺に侵攻してくると、鄧棨は英宗の親征に扈従した。明軍が居庸関を出ると、鄧棨は英宗の帰還を求め、兵事は専属の大将に任せるよう上疏した。明軍が宣府・大同に達すると、鄧棨は再び英宗の帰還を求めて上書した。いずれも回答がなかった。鄧棨は土木の変により殺害された。享年は54。資善大夫・右都御史の位を追贈された。諡は襄敏といった。子の鄧瑺は大理寺評事に任じられた。